# Карпенко, Георгий Владимирович
Георгий Владимирович Карпенко (6 июня 1910, Томск — 15 ноября 1977, Львов) — академик АН УССР с 1967 года. Директор Физико-механического института имени Г. В. Карпенко Национальной академии наук Украины (1952—1971).

## Биография
С 14 лет начал работать на заводах Харькова. Окончил Харьковский механико-машиностроительный институт. В 1940 году защитил кандидатскую, а в 1953 году — докторскую диссертации. Через год ему присвоено звание профессора. В своей докторской диссертации Г. В. Карпенко установил закономерности влияния на деформации и усталостное разрушение конструкционных (поликристаллических) материалов действия поверхностно-активной среды. Это влияние, академик П. А. Ребиндер обнаружил ещё в 1928 году на монокристаллах, Г. В. Карпенко подтвердил на сталях, раскрыл перспективы теоретических и прикладных исследований в области науки, которую стали называть «физико-химическая механика материалов».
В 1961 году Г. В. Карпенко избран членом-корреспондентом, а в 1967 году — академиком АН УССР.
Был депутатом Верховного Совета УССР.

## Научная карьера
С 1943 по 1946 год — учёный секретарь отдела технических наук АН УССР, а с 1946 по 1950 год — учёный секретарь Президиума АН УССР.
В сентябре 1952 года назначен директором Физико-механического института, который был основан на год раньше. Как директор Института в течение 1952—1971 гг. начал развитие исследований по проблемам влияния рабочих сред на прочность материалов. Применение практических результатов, полученных в области физико-химической механики материалов, привело к разработке новых технологий упрочнения материалов и оценки долговечности реальных элементов конструкций.

## Ученики
Георгий Карпенко подготовил более 60 кандидатов и докторов наук, которые под его руководством создали Львовскую школу по физико-химической механике конструкционных материалов.

## Труды
В активе Карпенко — 20 монографий, более 400 статей, он автор многих изобретений.
Монография В. И. Лихтмана, П. А. Ребиндера и Г. В. Карпенко «Влияние поверхностно-активных сред на процессы деформации материалов» (1954) отмечена премией Президиума АН СССР.

## Награды
- медаль «За трудовую доблесть» (01.10.1944);
- Государственная премия Украинской ССР в области науки и техники.

## Память
В 1980 году Физико-механическому институту присвоено его имя, а в 1987 году — учреждена премия имени Г. В. Карпенко Академией наук Украины для награждения учёных — «За выдающиеся научные работы в области физико-химической механики и материаловедения».

## Семья
Жена — Тамара Петровна.